# Edmund P. Gaines
Edmund Pendleton Gaines (Contea di Culpeper, 20 marzo 1777 – New Orleans, 6 giugno 1849) è stato un generale statunitense.

## Biografia
Nacque nel 1777 in Virginia da una prominente famiglia di coloni, e venne battezzato in onore del prozio, il patriota Edmund Pendleton. Durante l'infanzia si trasferì più volte, prima in Carolina del Nord e infine in Tennessee, dove crebbe e si arruolò nella milizia locale nel 1799, venendo congedato con onore l'anno successivo col grado di secondo tenente e facendo per un certo tempo l'agrimensore.
Si riarruolò nel 1801 e per alcuni anni fece parte di molte guarnigioni, e nel 1807 arrestò l'ex-vicepresidente degli Stati Uniti Aaron Burr, accusato di alto tradimento. Poco dopo abbandonò l'esercito per studiare legge e diventare avvocato, ma si arruolò nuovamente allo scoppio della guerra del 1812. Per le sue azioni valorose sul campo di battaglia venne promosso brigadier generale nel 1814, mentre in seguito al successo dell'assedio di Fort Erie venne promosso maggior generale e ricompensato dal Congresso degli Stati Uniti con una medaglia d'oro.
Sottoposto al comando di Andrew Jackson, fu uno dei principali comandanti statunitensi all'inizio delle guerre seminole e durante la guerra di Falco Nero. A differenza di molti altri comandanti, Gaines cercava di instaurare un rapporto di collaborazione con i nativi americani, spesso difendendoli contro le prepotenze dei coloni e credendo che la soluzione definitiva ai conflitti con gli statunitensi fosse la loro integrazione nella società americana. Ciò lo portò a scontrarsi con Jackson e Winfield Scott, che mal tolleravano il suo atteggiamento spesso avventato e prevaricatore.
Durante una nuova spedizione contro i Seminole nei primi anni '30 venne ferito gravemente alla mascella; sopravvisse, anche se il suo volto rimase sfigurato. Nel 1836 divenne comandante della Louisiana, col preciso compito di impedire ai volontari statunitensi di unirsi all'armata della Repubblica del Texas comandata da Sam Houston. Gaines tuttavia simpatizzava con i texani, e permise a chi lo voleva di transitare attraverso la proprietà di un suo cugino, James Gaines, posta proprio al confine col Texas (la località si sarebbe in seguito chiamata Gaines Ferry). Il generale avrebbe voluto intervenire direttamente nella rivoluzione texana, ma ricevette il preciso ordine di astenersi da Andrew Jackson, suo vecchio superiore e allora presidente degli Stati Uniti.
Quando nel 1846 scoppiò la guerra messico-statunitense Gaines non attese le direttive del governo centrale, disponendo massicci arruolamenti di volontari in Louisiana, Alabama, Mississippi e Missouri. Ciò gli costò un'accusa di insubordinazione, la rimozione dal comando e una corte marziale presso Fort Monroe, dove tuttavia venne giudicato innocente. Non ricoprì comunque più alcun ruolo attivo, divenendo comandante dei dipartimenti dell'East Coast fino al congedo finale, avvenuto nel gennaio 1849.
Ritiratosi in Louisiana, morì poco dopo vittima di un'epidemia di colera. Dato il suo ruolo nell'espansione americana del primo XIX secolo gli vennero intitolate varie città, tutte chiamate Gainesville.